# Сишуанбаньна-Дайский автономный округ
Сишуанбаньна-Дайский автономный округ (кит. упр. 西双版纳傣族自治州, пиньинь Xīshuāngbǎnnà Dǎizú zìzhìzhōu) — автономный округ в провинции Юньнань, Китай.

## История
Издавна эти земли были населены тайскими племенами. Во второй половине XVI века государство Кенхунг было захвачено бирманским государством Таунгу, которое разделило регион на 12 административных единиц, называемых «пан». На языке лы «12 пан» звучит как «сипсонг пханна»; китайское название «Сишуанбаньна» — это транскрипция средствами китайского языка лыского названия региона.
После распада государства Таунгу эти земли оказались в составе тайского государства Ланнатай, которое в итоге было вынуждено признать суверенитет бирманцев. В XVIII веке после бирмано-китайских войн Ланнатай приобрело независимость. В середине XIX века развернулась династическая борьба, в результате которой в данном регионе победил монарх, поддержанный Цинской империей.
После Синьхайской революции республиканские власти рассматривали местных правителей не как властителей иностранного вассального государства, а как вождей национальных меньшинств внутри единой страны.
На завершающем этапе гражданской войны через эти места остатки разбитых гоминьдановских войск отступали на территорию Бирмы, поэтому даже после провозглашения КНР в 1949 году и вхождения провинции Юньнань в её состав в 1950 году власть коммунистов на этой территории установилась не сразу, этот процесс растянулся до 1953 года. В административном плане эти земли поначалу были включены в состав соседнего Специального район Пуэр (普洱专区). Постановлением Госсовета КНР от 28 марта 1953 года Специальный район Пуэр был переименован в Специальный район Сымао (思茅专区).
Постановлением Госсовета КНР от 1 сентября 1954 года из Специального района Сымао был выделен Сишуанбаньна-Дайский автономный район окружного уровня (西双版纳傣族自治区（地级）), в состав которого перешло 4 уезда, 1 район и несколько волостей. Все уезды были расформированы, и Сишуанбаньна-Дайский автономный район стал делиться на 12 «баньна», 2 автономных района и 1 горный район.
В 1957 году Сишуанбаньна-Дайский автономный район был преобразован в Сишуанбаньна-Дайский автономный округ и стал делиться на 5 «баньна».
Постановлением Госсовета КНР от 19 октября 1957 года Специальный район Сымао был расформирован, а входившие в его состав административные единицы перешли в состав Сишуанбаньна-Дайского автономного округа.
В 1958 году 5 «баньна» были преобразованы в 5 уездов. В 1959 году уезд Иу (易武县) был присоединён к уезду Мэнла, а уезд Мэнчжэ (勐遮县) — к уезду Мэнхай.
Постановлением Госсовета КНР от 18 августа 1964 года был воссоздан Специальный район Сымао, в состав которого из Сишуанбаньна-Дайского автономного округа вернулось 5 уездов и 4 автономных уезда; в Сишуанбаньна-Дайском автономном округе осталось 3 уезда.
В декабре 1993 года уезд Цзинхун (景洪县) был преобразован в городской уезд.

## Административное деление
Автономный округ делится на 1 городской уезд и 2 уезда:
| Карта                | Карта    | Карта     | Карта        | Карта            | Карта         |
| -------------------- | -------- | --------- | ------------ | ---------------- | ------------- |
| Цзинхун Мэнхай Мэнла |          |           |              |                  |               |
| Статус               | Название | Иероглифы | Пиньинь      | Население (2010) | Площадь (км²) |
| Городской уезд       | Цзинхун  | 景洪市    | Jǐnghóng shì |                  |               |
| Уезд                 | Мэнхай   | 勐海县    | Měnghǎi xiàn |                  |               |
| Уезд                 | Мэнла    | 勐腊县    | Měnglà xiàn  |                  |               |

## Население
Согласно переписи населения 2000 года, в округе проживает 993,4 тыс. чел.

### Национальный состав (2000)
| Народ                     | Численность | Доля    |
| ------------------------- | ----------- | ------- |
| Дайцы                     | 296 930     | 29,89 % |
| Китайцы                   | 289 181     | 29,11 % |
| Хани                      | 186 067     | 18,73 % |
| И                         | 55 772      | 5,61 %  |
| Лаху                      | 55 548      | 5,59 %  |
| Буланы                    | 36 453      | 3,67 %  |
| Цзино                     | 20 199      | 2,03 %  |
| Яо                        | 18 679      | 1,88 %  |
| Мяо                       | 11 037      | 1,11 %  |
| Бай                       | 5931        | 0,6 %   |
| национальность не указана | 5640        | 0,57 %  |
| Хуэйцы                    | 3911        | 0,39 %  |
| Ва                        | 3112        | 0,31 %  |
| Чжуаны                    | 2130        | 0,21 %  |
| Прочие                    | 2807        | 0,3 %   |

## Наука и образование
В округе расположен Ботанический сад тропических растений Китайской академии наук.

## Культура
Каждый апрель в деревнях народности дай проходит Фестиваль обливания водой.